# جو كندريك
جو كندريك (بالإنجليزية: Joe Kendrick, Jr.)‏ (26 يونيو 1983 بدبلن في جمهورية أيرلندا - ) هو لاعب كرة قدم أيرلندي في مركز الدفاع. شارك مع منتخب جمهورية أيرلندا تحت 17 سنة لكرة القدم. أما مع النوادي، فقد لعب مع درودا يونايتد وميونخ 1860 ونادي توركي يونايتد ونادي سليغو روفرز ونادي نيفتشي باكو ونيوكاسل يونايتد ونادي بليث سبارتانز ونادي مانسفيلد تاون ونادي تاموورث ونيوكاسل بلوستار ‏ ونادي ووركينغتون وBray Wanderers F.C. ‏ ودارلينجتون إف سى.

## وصلات خارجية
- جو كندريك على موقع قاعدة بيانات كرة القدم.إي يو (الإنجليزية)
- جو كندريك على موقع Soccerbase.com (لاعب) (الإنجليزية)